# Thomas-Zwergameisenbär
Der Thomas-Zwergameisenbär (Cyclopes thomasi) ist eine Säugetierart aus der Gattung der Zwergameisenbären. Ihr Verbreitungsgebiet umfasst den westlichen Teil des Amazonasbeckens im westlichen Brasilien und im zentralen Peru. Im äußerlichen Erscheinungsbild zeichnen sich die Tiere durch ein orangefarbenes bis rötlichbraunes Rückenfell und einen schwachen Mittelstreifen am Bauch aus. Die Lebensweise ist kaum erforscht. Die Art wurde im Jahr 2017 eingeführt. Der Erstbeschreibung gingen genetische und morphologische Untersuchungen voraus, die die ursprüngliche Ansicht widerlegten, alle Zwergameisenbären könnten einer Art zugewiesen werden.

## Beschreibung

### Habitus
Der Thomas-Zwergameisenbär ist ein Vertreter der Zwergameisenbären. Angaben zur Körpergröße und zum Körpergewicht liegen nicht vor. Bei allen Zwergameisenbären übertrifft der Schwanz den übrigen Körper an Länge und kann als Greiforgan eingesetzt werden. Die Gliedmaßen enden an den Händen in zwei und an den Füßen in vier Strahlen, jeder weist eine kräftige Kralle auf. Der Rücken des Thomas-Zwergameisenbären zeigt eine deutlich orangefarbene bis rötlich braune Tönung, die Unterseite ist eher gelblich, die Beine und der Schwanz dagegen grau gefärbt. Am Bauch zieht sich ein undeutlicher, wenig entwickelter dunkler Streifen entlang der Körpermittellinie, eine entsprechende Streifung des Rückens fehlt aber. In diesem Merkmal ähnelt die Art dem in Bolivien vorkommenden Bolivien-Zwergameisenbär (Cyclopes catellus), dessen Bauchstreifen aber deutlicher und dessen Beine eher gelblich gefärbt sind. Das im südwestlichen Brasilien verbreitete Rötliche Zwergameisenbär (Cyclopes rufus) weist zwar ebenfalls eine rötlichbraune Rückenfärbung auf, ihm fehlen aber auffällige Streifen. Wie bei fast allen Zwergameisenbären haben die Haare keinen Markkanal.

### Schädelmerkmale
Der Schädel ist wie bei allen Zwergameisenbären an der Stirnlinie stark aufgewölbt und an der Basis eingedellt. Im Bereich des Stirn- und des Nasenbeins zeichnet sich keine konkave Einbuchtung ab. Die seitlichen Knochennähte zwischen dem Nasenbein und dem Oberkiefer verlaufen nicht parallel zueinander, sondern divergieren nach vorn. Zwischen dem Stirnbein und dem Oberkiefer besteht ein nur kurzer Kontakt. Die Sutur, die das Stirnbein mit dem Scheitelbein verbindet, zeigt eine dreieckige Form. Der äußere Gehörgang an der Schädelbasis ist nach vorn orientiert. Außerdem wird die Paukenblase nicht vom Flügelbein überlagert.

## Verbreitung
Der Thomas-Zwergameisenbär lebt endemisch in Südamerika. Der Vertreter der Zwergameisenbären ist im westlichen Amazonasbecken verbreitet. Nachweise der Art liegen aus dem westbrasilianischen Bundesstaat Acre sowie aus den zentralperuanischen Regionen Pasco und Ucayali vor. Die Nordgrenze des Vorkommens findet sich am Rio Juruá, die Südgrenze am Río Ucayali. Die Ostgrenze ist nicht genau bekannt, dürfte aber mit dem Rio Madeira übereinstimmen.

## Lebensweise
Die Lebensweise des Thomas-Zwergameisenbären ist bisher kaum untersucht. Generell sind Zwergameisenbären baumbewohnend (arboreal), sie leben einzelgängerisch und nachtaktiv. Die bevorzugte Nahrung besteht aus staatenbildenden Insekten (myrmecophag).

## Systematik
Der Thomas-Zwergameisenbär ist eine Art aus der Gattung der Zwergameisenbären (Cyclopes), welche nach molekulargenetischen Untersuchungen aus dem Jahr 2017 weitere sechs Arten enthält. Die Gattung bildet das rezent einzige Mitglied der somit monotypischen Familie der Cyclopedidae innerhalb der Unterordnung der Ameisenbären (Vermilingua) dar. Die Cyclopedidae werden als die Schwestergruppe der Myrmecophagidae betrachtet, letztere fassen die übrigen Ameisenbären mit den Gattungen Myrmecophaga und Tamandua zusammen. Die Zwergameisenbären stellen die kleinsten Vertreter der Ameisenbären dar. Im Unterschied zu den Angehörigen der Myrmecophagidae sind sie vollständig an ein Baumleben angepasst. Als Schwesterart des Thomas-Zwergameisen gilt der Rötliche Zwergameisenbär. Beide Arten bilden laut den genetischen Analysen innerhalb der Gattung Cyclopes eine abgetrennte Klade, die den anderen Zwergameisenbären gegenübersteht. Ihre Abtrennung von der Linie mit den übrigen Zwergameisenbären vollzog sich bereits im Mittleren Miozän vor etwa 10,3 Millionen Jahren. Die Aufspaltung der Klade in Cyclopes rufus und Cyclopes thomasi datiert in das Obere Pliozän vor etwa 3,4 Millionen Jahren. Die gesonderte Stellung der beiden Arten sowie das hohe Alter der Herausdifferenzierung konnte bereits in früheren Analysen erkannt werden. Möglicherweise steht beides mit der stärkeren Anhebung der Anden zu diesem Zeitpunkt in Verbindung. Dadurch erfolgte ein stärkerer Sedimenttransport in das westliche Amazonasgebiet, welcher die Umwandlung der damaligen Sumpflandschaften in ein trockeneres Waldgebiet begünstigte.
Die wissenschaftliche Erstbeschreibung des Thomas-Zwergameisenbären erfolgte im Jahr 2017 durch eine Forschergruppe um Flávia R. Miranda. Ihr gingen umfangreiche genetische und morphologische Studien an Zwergameisenbären aus dem gesamten Verbreitungsgebiet voraus. Ursprünglich wurden alle Vertreter der Gattung Cyclopes als zu einer Art gehörig, Cyclopes didactylus, aufgefasst. Die Tiere des westlichen und südwestlichen Amazonasbeckens repräsentierten dabei die Unterarten Cyclopes didactylus ida und Cyclopes didactylus catellus. Beide Formen gehen auf Oldfield Thomas zurück, erstere wurde von ihm im Jahr 1900, letztere im Jahr 1928 eingeführt. Die Analysen von Miranda und Forscherkollegen erbrachten jedoch eine stärkere Differenzierung der Gattung. Die deutlichen genetischen und morphologischen Unterschiede sowie das hohe genetische Alter verbunden mit der frühen stammesgeschichtlichen Abtrennung der südwestlichen und westlichen Populationen veranlassten das Team um Miranda, diese als gesonderte Arten aufzufassen, was in der Etablierung der Art Cyclopes thomasi resultierte. Das Artepitheton thomasi ehrt Oldfield Thomas und seine Arbeit zur Mammalogie, speziell zu Gattung Cyclopes. Der Holotyp besteht aus einem ausgewachsenen Weibchen, das 1985 bei Porto Walter im brasilianischen Bundesstaat Acre aufgesammelt worden war. Die Region stellt das Typusgebiet der Art dar.

## Bedrohung und Schutz
Der Thomas-Zwergameisenbär ist gegenwärtig nicht bei der IUCN aufgeführt. Die Umweltschutzorganisation sieht den Gesamtbestand der Zwergameisenbären als „nicht gefährdet“ (least concern) an. Lokal können aber einzelne Populationen durch die Abholzung der tropischen Regenwälder bedroht sein.